# 皇家学会院士
皇家学会院士（英語：Fellow of the Royal Society，縮寫FRS、ForMemRS或HonFRS）是由英國皇家学会授予其认定的“对于包括数学、工程物理学及医学在内的自然科学的进步作出卓越贡献”的个人的荣誉称号。

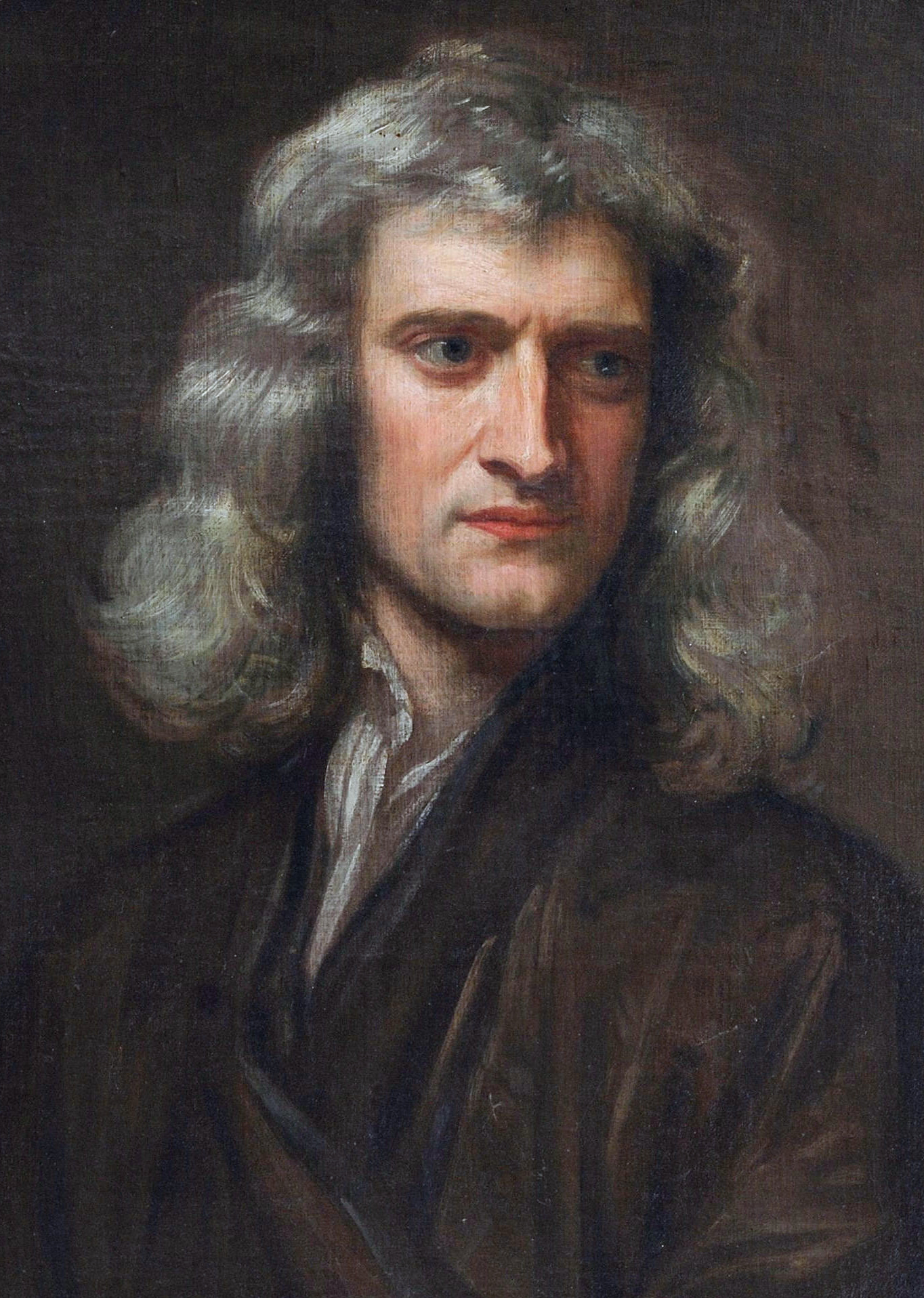
艾萨克·牛顿于1672年被选为皇家学会院士，是最早的一批院士。

英國皇家学会作为现今仍存续的最古老的科学学会，其院士称号被认为是一项至高荣誉，历史上曾授予给包括艾萨克·牛顿（1672年），麥可·法拉第（1824年），查尔斯·达尔文（1839年），欧内斯特·卢瑟福（1903年），斯里尼瓦瑟·拉马努金（1919年），阿尔伯特·爱因斯坦（1921年），温斯顿·丘吉尔（1941年），苏布拉马尼扬·钱德拉塞卡（1944年），多萝西·霍奇金（1947年），艾伦·图灵（1951年）以及弗朗西斯·克里克（1959年）在内的诸多杰出科学家。近年来，该称号还被授予给史蒂芬·霍金（1974年），蒂姆·亨特（1991年），伊丽莎白·布莱克本（1992年），蒂姆·伯纳斯-李（2001年），文卡特拉曼·拉马克里希南（2003年），阿塔·乌尔·拉赫曼（2006年），安德烈·海姆（2007年），詹姆斯·戴森（2015年），阿杰伊·库玛尔·苏德（2015年），苏巴什·霍特（2017年） 等人。1900年至今，学会授予的院士总计约8000人，其中包括280名诺贝尔奖得主。截至2016年，仍在世的学会院士、外籍院员及名譽院士约有1600人。
英国《卫报》将皇家学会院士称为“与奥斯卡终生成就奖相当的荣誉”，每年众多机构都为院士称号的颁发举行庆祝仪式。

## 主要院士
每年4月末或5月初，皇家学会都会从约700名被提名的候选人中选出至多60名新任学会院士（FRS）、名譽院士（HonFRS）及外籍院員（ForMemRS）。新任院士仅能由在世的下述院士成员提名选出：

### 皇家学会院士 (FRS)

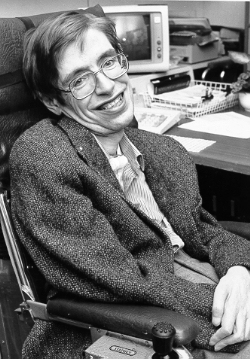
史蒂芬·霍金于1974年被选为皇家学会院士。

每年，皇家学会从英国及英联邦国家中选出至多52名新院士，占每年新选成员数的90%。每名候选人是科学界的任一领域中推举出的出类拔萃者。皇家院士称号为终身荣誉，以表彰被授予人在科学上的杰出成就，并以FRS的勋衔缀于被授予人姓名之后。

### 皇家学会外籍院员 (ForMemRS)

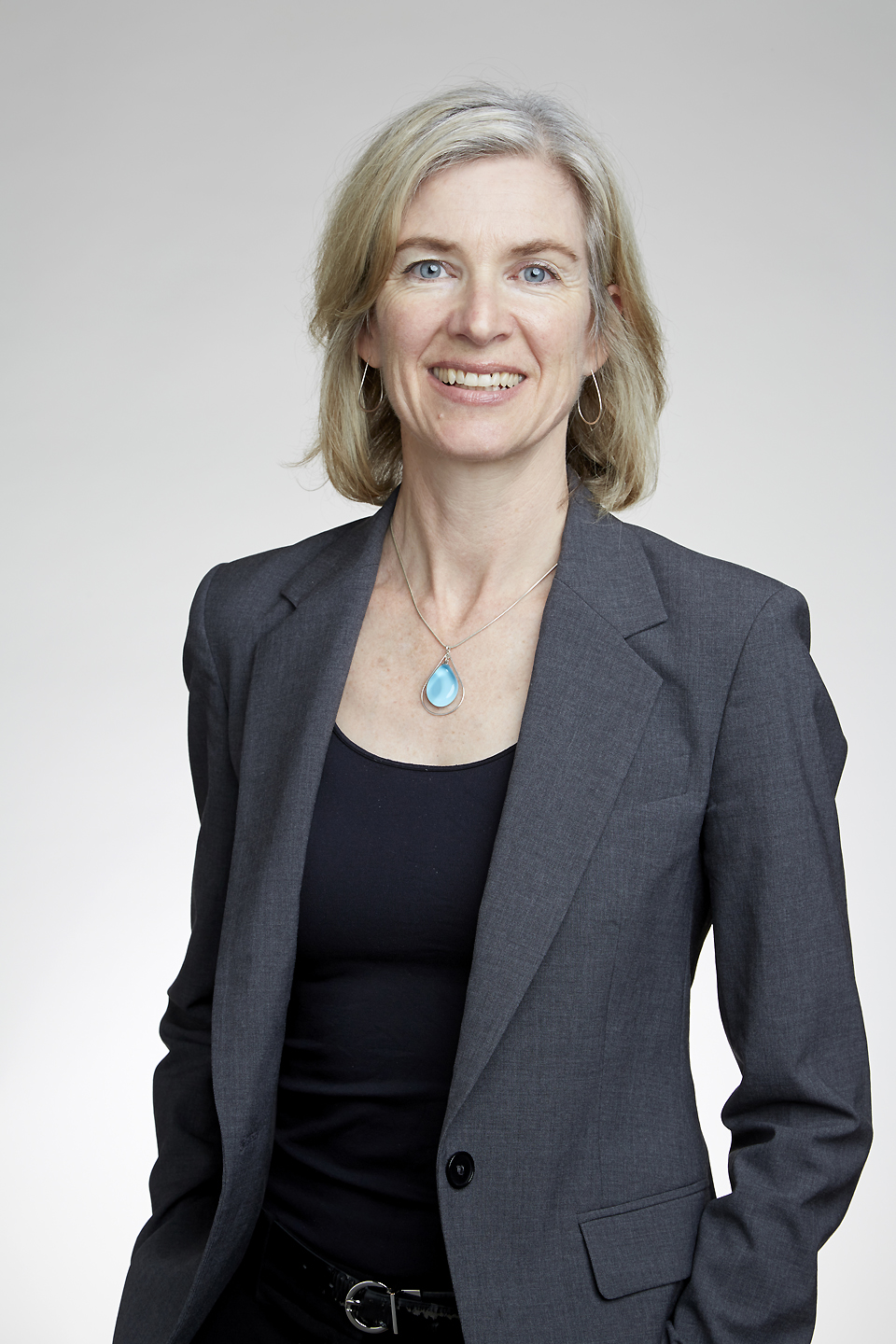
詹妮弗·杜德纳教授于2016年被选为皇家学会外籍会员。

每年，皇家学会院士选出至多10名新外籍院員。外籍院员与院士一样，通过同行评审选出，为终身荣誉，以表彰被授予人在科学上的杰出成就。截至2016年，皇家学会外籍会员总计约165人，并以ForMemRS的勋衔缀于被授予人姓名之后。

### 皇家学会名譽院士 (HonFRS)

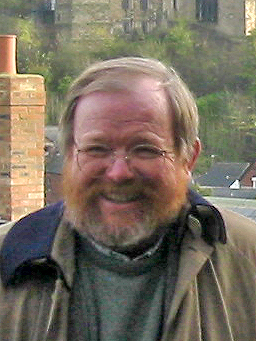
比尔·布莱森于2013年被选为皇家学会名譽院士。

名譽院士是用以表彰为科学事业做出杰出贡献，但并未像院士和外籍院员那样取得学术成就的候选人的学术荣誉称号。皇家学会名譽院士称号曾授予给比尔·布莱森（2013年），梅尔文·布拉格（2010年），罗宾·萨克斯比（2015年），特维尔的盛伯理勳爵（2008年）以及奥诺拉·奥尼尔（2007年）。名譽院士以HonFRS的勋衔缀于被授予人姓名之后。另有约翰·马多克斯（2000年），帕特里克·穆尔（2001年），丽莎·贾丁（2015年） 等人通过提名选举方式获得名譽院士称号。

### 原第12章程院士

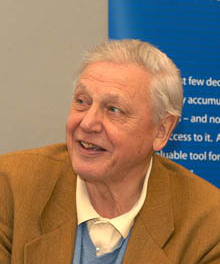
大卫·阿滕伯勒于1983年依据学会原第12章程被选为皇家学会院士。

第12章程是1997年正式名譽院士制度出现之前选拔院士的传统机制。根据原第12章程选拔授予的院士包括大卫·阿滕伯勒（1983年）以及第四代謝爾本伯爵。根据第12章程，英国首相玛格丽特·撒切尔（1983年），内维尔·张伯伦（1938年），H·H·阿斯奎斯（1908年） 也被选为皇家学会院士。

### 皇家学会皇室院士 (FRSr)
皇家学会委员会可以推荐英国王室成员参与皇家学会皇室院士选拔。截至2016年共有5名皇室院士：威尔士亲王查尔斯（1978年），安妮长公主（1987年），肯特公爵爱德华王子（1990年），剑桥公爵威廉王子（2009年），以及约克公爵安德鲁王子（2013年）。自从查理二世起，历任英国君主都会赞助皇家学会，英国女王伊丽莎白二世虽然并非皇室院士，但是也向皇家学会提供了赞助。爱丁堡公爵菲利普亲王（1951年）则是依据原第12章程被选为院士，亦并非皇室院士。

## 新任院士的当选
新任院士的当选于每年5月宣布，在此之前需要进行提名以及一段时期的同行评审选举。

### 提名阶段

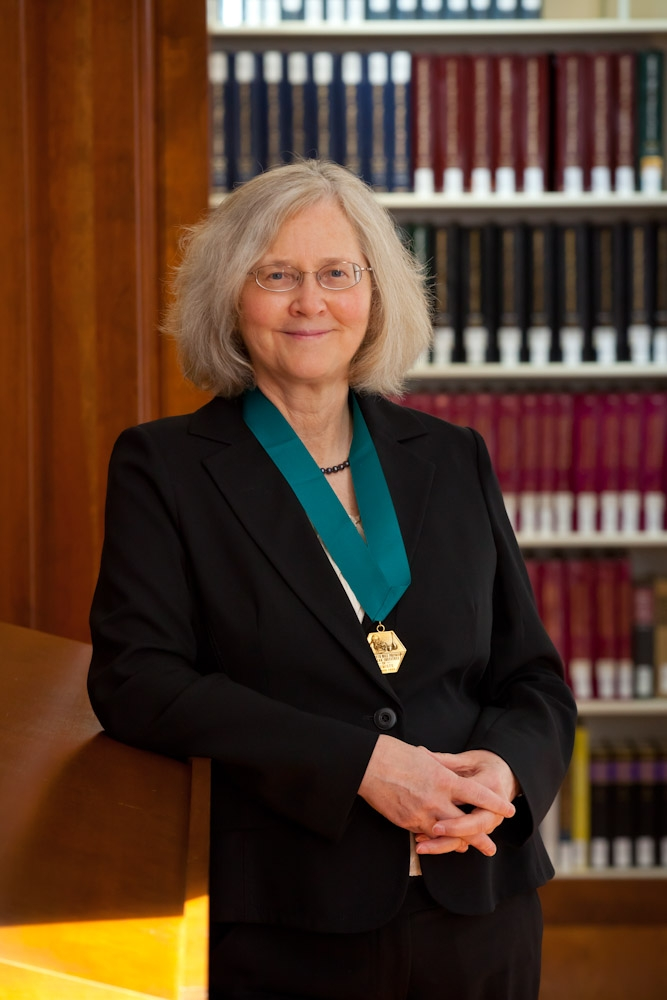
诺贝尔奖获得者伊丽莎白·布莱克本于1992年被选为皇家学会院士。